# 미시마촌 (시즈오카현)
미시마촌(美島村)은 시즈오카현 나가카미군·하마나군에 설치되었던 촌이다. 현재의 하마마쓰시 하마나구 중부에 해당한다.